# Maximilian Marterer
Maximilian Marterer (ur. 15 czerwca 1995 w Norymberdze) – niemiecki tenisista.

## Kariera tenisowa
Startując w gronie juniorów, został finalistą gry podwójnej chłopców wspólnie z Lucasem Miedlerem na Australian Open 2013.
Zawodowym tenisistą został w 2015 roku. Wygrał 7 turniejów rangi ATP Challenger Tour w grze pojedynczej. W Wielkim Szlemie w drabince głównej po raz pierwszy zagrał na US Open 2017, przechodząc przez eliminacje. W finałowej rundzie kwalifikacji pokonał Leonarda Mayera, natomiast w 1. rundzie turnieju głównego przegrał z Donaldem Youngiem.
W rankingu gry pojedynczej najwyżej był na 45. miejscu (13 sierpnia 2018), a w klasyfikacji gry podwójnej na 249. pozycji (29 kwietnia 2019).

### Zwycięstwa w turniejach ATP Challenger Tour w grze pojedynczej
| Końcowy wynik | Nr | Data                | Turniej      | Nawierzchnia    | Przeciwnik         | Wynik finału     |
| ------------- | -- | ------------------- | ------------ | --------------- | ------------------ | ---------------- |
| Zwycięzca     | 1. | 17 września 2016    | Meknes       | Ceglana         | Uładzimir Ihnacik  | 7:6(3), 6:3      |
| Zwycięzca     | 2. | 24 września 2016    | Al-Kunajtira | Ceglana         | Mohamed Safwat     | 6:2, 6:4         |
| Zwycięzca     | 3. | 17 września 2017    | Banja Luka   | Ceglana         | Carlos Taberner    | 6:1, 6:2         |
| Zwycięzca     | 4. | 8 października 2017 | Monterrey    | Twarda          | Bradley Klahn      | 7:6(3), 7:6(6)   |
| Zwycięzca     | 5. | 5 listopada 2017    | Eckental     | Dywanowa (hala) | Jerzy Janowicz     | 7:6(8), 3:6, 6:3 |
| Zwycięzca     | 6. | 18 lutego 2018      | Cherbourg    | Twarda (hala)   | Constant Lestienne | 6:4, 7:5         |
| Zwycięzca     | 7. | 15 listopada 2020   | Bratysława   | Twarda (hala)   | Tomáš Macháč       | 6:7(3), 6:2, 7:5 |

### Finały juniorskich turniejów wielkoszlemowych (0–1)
| Końcowy wynik | Nr | Data             | Turniej                    | Nawierzchnia | Partner       | Przeciwnicy                  | Wynik finału |
| ------------- | -- | ---------------- | -------------------------- | ------------ | ------------- | ---------------------------- | ------------ |
| Finalista     | 1. | 26 stycznia 2013 | Australian Open, Melbourne | Twarda       | Lucas Miedler | Jay Andrijic Bradley Mousley | 3:6, 6:7(3)  |